# Jac Toes
Jac Toes (* 4. Oktober 1950 in Den Haag/Niederlande) ist ein niederländischer Schriftsteller, Drehbuchautor und Redakteur.

## Leben
Im Alter von 12 Jahren kam Toes nach Arnheim. Nach einer Zeit als Seemann in der Binnenschifffahrt studierte er in Nimwegen/Gelderland, nahe der deutschen Grenze, Niederländische Literatur und Linguistik. Danach war er ab 1973 an verschiedenen Einrichtungen als Lehrer und zeitweise als Angestellter in einer Kanzlei tätig. Er engagierte sich in der Arnheimer Hausbesetzerszene und gründete 1980 den Radio-Piratensender Arnhemse Stadsradio. In der Sendung Geronnen Bloed präsentierte Toes alte und neue Thrillerliteratur. Bis 1984 arbeitete er dort als Moderator und Reporter. 1995 gab Toes seinen Lehrerberuf endgültig auf, um sich ganz dem Schreiben als Schriftsteller und Drehbuchautor zu widmen.
Toes startete sein Krimidebüt mit dem Roman Dubbelspoor, der ebenso wie sein zweiter Roman De Afrekening für den Gouden Strop nominiert wurde. Die erfolgreiche deutsch-niederländische Zusammenarbeit mit Dr. Thomas Hoeps, Germanist, Schriftsteller und Leiter des Kulturbüros in Mönchengladbach, zeigte sich deutlich zwischen 2007 und 2012: Toes und Hoeps schrieben eine Trilogie um das Ermittlerteam Robert Patati und Micky Spijker. Dabei übersetzte Hoeps die Kapitel von Jac Toes aus dem Niederländischen und ergänzte seine eigenen Kapitel auf Deutsch. 
Toes lebt heute als Autor, Drehbuchautor und Redakteur in Arnheim.

## Werke

### Kriminalromane
- 1993: Dubbelspoor (dt. Auf der Strecke geblieben. Grafit, Dortmund 2001, ISBN 978-3-89425-506-0)
- 1994: De Afrekening (dt. Tief gesunken. Grafit, Dortmund 2002, ISBN 978-3-89425-516-9)
- 1996: Verraad (dt. Verrat. Grafit, Dortmund 2003, ISBN 978-3-89425-528-2)
- 1998: Fotofinish (dt. Fotofinish. Grafit, Dortmund 2004, ISBN 978-3-89425-534-3)
- 2001: Coup Zero
- 2003: De Vrije Man (dt. Der freie Mann. Grafit, Dortmund 2005, ISBN 978-3-89425-545-9)
- 2006: De twaalfde man, gemeinsam mit Arnold Jansen op de Haar
- 2006: De kleine leugen (dt. Die kleine Lüge. Grafit, Dortmund 2007, ISBN 978-3-89425-555-8)
- 2009: Blind zicht
- 2015: Moordzaak zonder Lijk (True Crime, gemeinsam mit Paul Bolwerk)

### Kriminalromane gemeinsam mit Thomas Hoeps
- 2007: Kunst zonder Genade – Trilogie Band 1 (dt. Nach allen Regeln der Kunst. Grafit, Dortmund 2007, ISBN 978-3-89425-337-0)
- 2009: Het Leugenarchief – Trilogie Band 2 (dt. Das Lügenarchiv. Grafit, Dortmund 2009, ISBN 978-3-89425-360-8)
- 2012: Het Hoogste Bod – Trilogie Band 3 (dt. Höchstgebot. Grafit, Dortmund 2012, ISBN 978-3-89425-394-3)
- 2019: Die Cannabis-Connection. Unionsverlag, Zürich 2019, ISBN 978-3-293-00551-8[6]
- 2022: Der Tallinn-Twist. Unionsverlag, Zürich 2022, ISBN 978-3-293-00575-4

### Anthologien und Kurzgeschichten gemeinsam mit Thomas Hoeps
- 2014: Over de Grens (Hrsg.: Toes und Hoep, dt. Schmugglerpfade – grenzübergreifende Kriminalstorys. Grafit, Dortmund 2014, ISBN 978-3-89425-438-4)
- 2014: Unzählbar all jene, die zurückbleiben mussten. In: Toes und Hoeps (Hrsg.): Schmugglerpfade – grenzübergreifende Kriminalstorys. ISBN wie vor
- 2019: And twelve points go to ... Europe! In: Peter Gerdes (Hrsg.): Mord im Dreiländereck. Emons-Verlag, Köln 2019, ISBN 978-3-7408-0537-1)

## Auszeichnungen
- 1998: Gouden Strop für Fotofinish
- 2007: Herzogenrather Handschelle[7] für Der freie Mann. Grafit, Dortmund 2005, ISBN 978-3-89425-545-9)